# La Plata

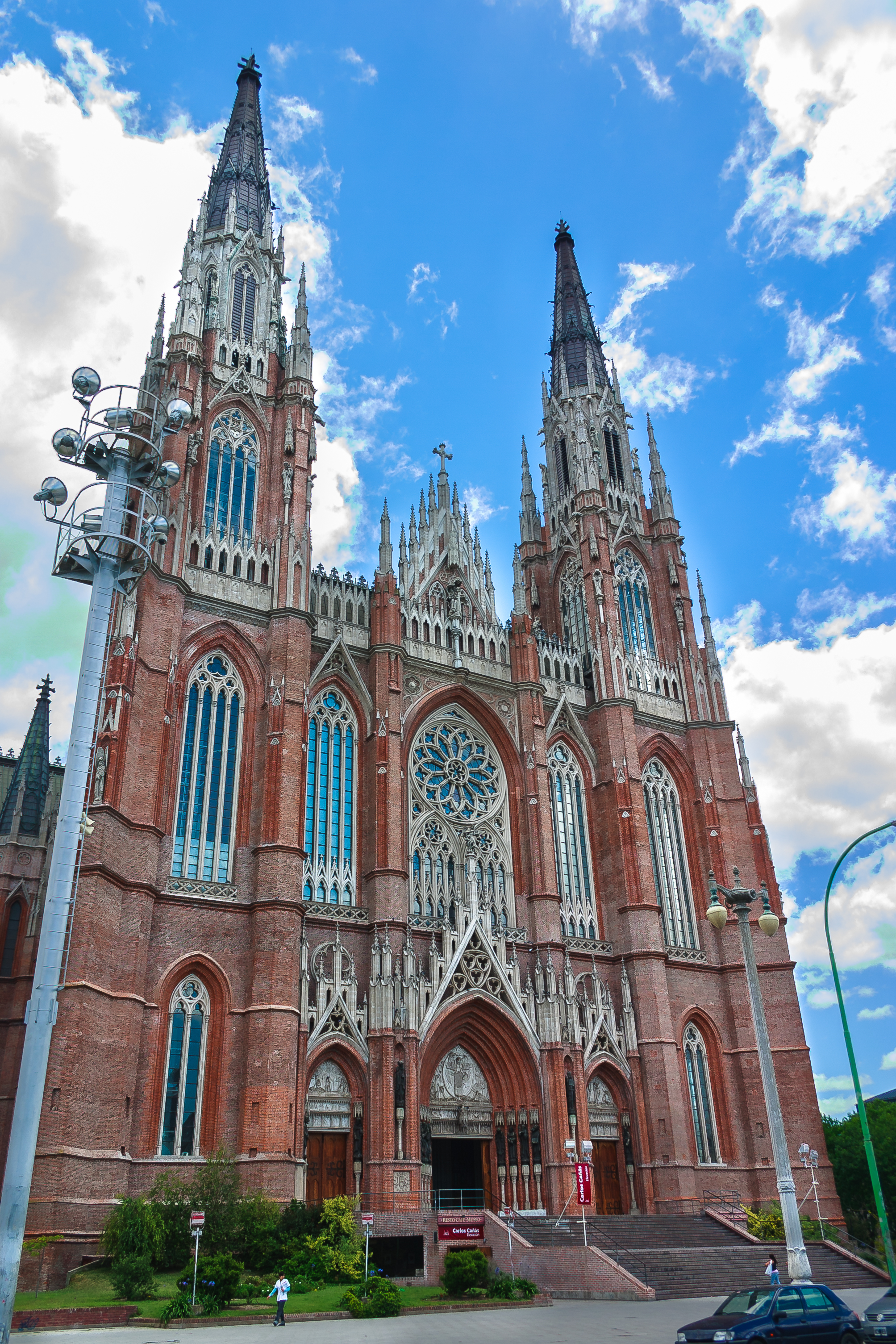
La cattedrale

La Plata (anche conosciuta come "Città delle diagonali" e "capoluogo del primo stato") è una città argentina, capoluogo della provincia di Buenos Aires. La città è situata a circa 60 km a sud-est dalla città di Buenos Aires ed è abitata da 768 470 abitanti.
Il tracciato della città, ideato nello studio dell'architetto Pedro Benoit (1836–1897), è caratterizzato dalle numerose "diagonali" (strade ad intersezione diagonale su un tracciato di strade intersecantesi ad angolo retto) delle quali le più importanti si incrociano in Plaza Moreno (una delle piazze-parco più grandi al mondo) dove si affacciano uno di fronte all'altra il palazzo del Comune e l'imponente Cattedrale in stile neogotico, portata a termine soltanto negli ultimi anni.

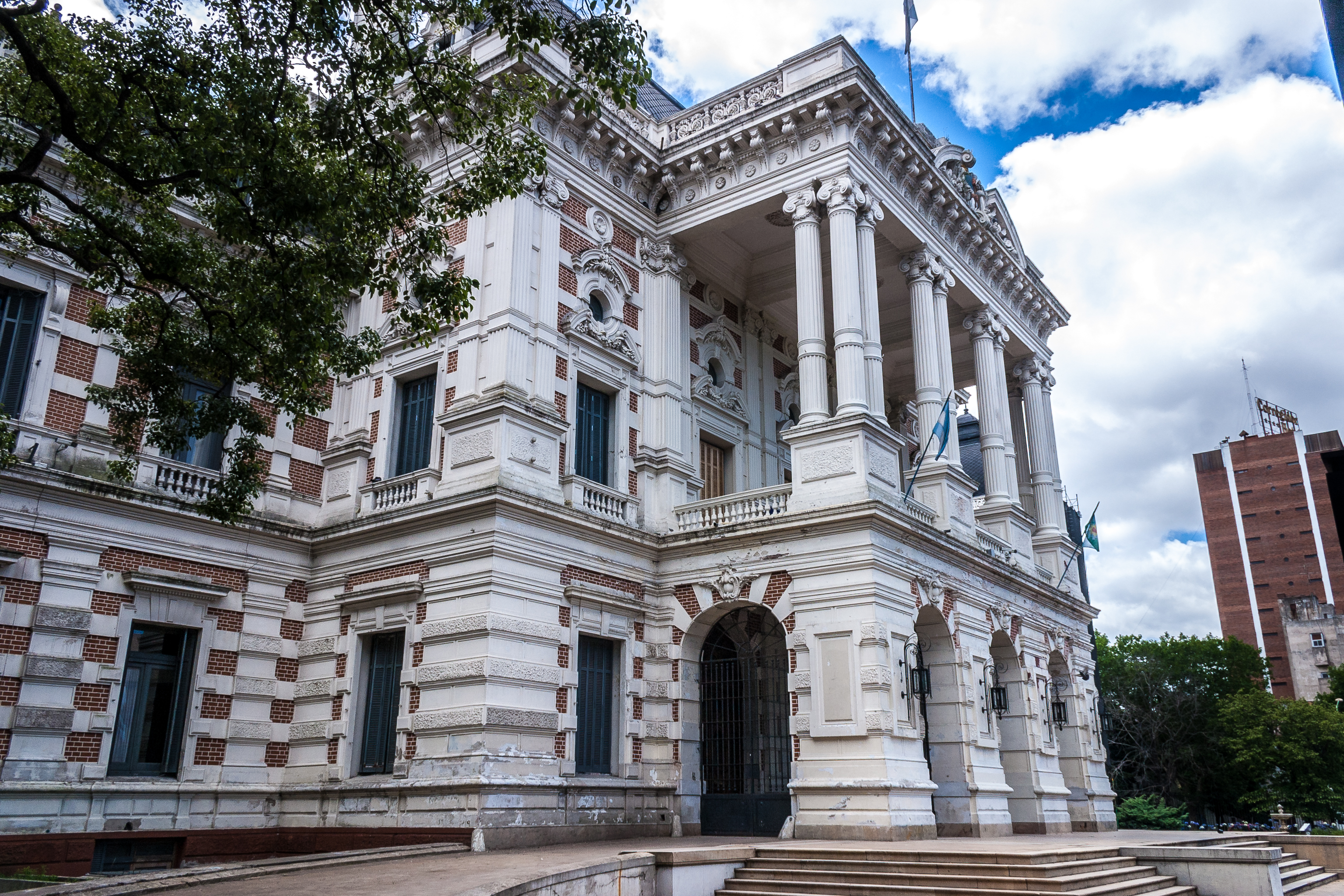
Casa del governo della provincia di Buenos Aires nella città di La Plata

Punti periferici della città sono il Museo di Scienze Naturali, il palazzo del Governatorato, il Parlamento Provinciale, il rinnovato Teatro Argentino, il moderno stadio di calcio e l'ippodromo. Molti di questi edifici furono costruiti all'epoca della fondazione della città, in seguito ad una richiesta internazionale.

## Geografia
La Plata sorge della parte nord-orientale della provincia di Buenos Aires, 15 km dalle sponde del Río de la Plata. La città è situata a 58 km a sud-est di Buenos Aires.

## Storia
Fu fondata il 19 novembre del 1882 dall'allora Governatore della provincia Dardo Rocha come conseguenza della mancanza di una capitale per la provincia bonaerense in seguito all'avvenuta dichiarazione nel 1880 di Buenos Aires quale capitale federale della Repubblica Argentina.
Alla morte di Evita Perón, nel 1952, la città assunse il nome di Ciudad Eva Perón, per poi tornare al vecchio nome con la caduta di Perón nel settembre del 1955.

## Monumenti e luoghi d'interesse

### Architetture civili
- Casa Curutchet, costruita dall'architetto Le Corbusier tra il 1949 ed il 1953, è stata proclamata Patrimonio dell'umanità dall'UNESCO nel 2016[5].
- Casa del Governo, in stile neorinascimentale fiammingo, fu costruita nel 1882. È la sede del governo della provincia di Buenos Aires.
- Palazzo della Legislatura, in stile neoclassico, ospita al suo interno la camera dei Deputati della provincia di Buenos Aires.
- Palazzo Municipale, costruito in stile neorinascimentale tedesco negli anni '80 del XIX secolo.
- Osservatorio di La Plata

### Architetture religiose
- Cattedrale dell'Immacolata Concezione, fu costruita in stile neogotico a partire dal 1884 e completata oltre un secolo dopo, nel 1999. È un edificio possente e le sue torri, alte 112 m, la rendono la cattedrale più alta dell'intero continente americano.

## Cultura

### Istruzione

#### Musei
La Plata ospita il museo di Scienze Naturali, aperto nel 1888 che fu il primo edificio dell'America Latina ad essere costruito appositamente a scopi museali. Altre istituzioni museali della città sono Museo d'Arte Contemporanea Latinoamericano, Museo Provinciale di Belle Arti, Museo Municipale di Belle Arti, Museo de Arte Fra. Angélico, Museo di Strumenti Musicali Dr. Emilio Azzarini, Museo Storico del Forte della Ensenada de Barragán, Museo e Archivio Dardo Rocha, Museo Almafuerte, Museo del Teatro Argentino, Museo José Juan Podestá, Museo della Cattedrale, Museo Indigenista Yana Kúntur, Museo Internazionale di Marionette, Museo dell'Automobile Rau, Museo del Tango Platense, Museo della Polizia Ispettore Mayor Vesiroglos, Museo Storico Contralmirante Chalier (Scuola Navale di Río Santiago), Museo Storico Militare Tte. Julio A. Roca, Museo di Anatomia Veterinaria Dr. Víctor M. Arroyo, Museo d'Artigianato Tradizionale Juan Alfonso Carrizo, Museo de Astronomia e Geofisica, Museo de Botanica e Farmacognosia Dr. Carlos Spegazzini, Museo e Casa di Riposo Samay Huasi, Museo di Fisica, Museo dei Storia della Medicina Dr. Santiago Gorostiague, Museo Biblioteca di Chimica e Farmacia Prof. Dr. Carlos Sagastume, Museo d'Odontologia, Museo di Scienze Agrarie e Forestali Prof. Julio Ocampo

#### Università
A La Plata ha sede una delle università più importanti d'Argentina, l'Università Nazionale di La Plata (UNLP), aperta nel 1897 e costituita da 17 facoltà e cinque scuole speciali. Tra i suoi professori e i suoi studenti si annoverano alcune delle personalità più illustri del mondo politico, culturale e scientifico dell'Argentina. Tra i nomi più celebri figurano quelli dei presidenti argentini Raúl Ricardo Alfonsín, Néstor Kirchner, Cristina Fernández de Kirchner, del premio Nobel Carlos Saavedra Lamas, Florentino Ameghino, dell'allenatore Julio Velasco, del pittore Emilio Pettoruti, del fisico Mario Bunge e dello scrittore Ernesto Sabato.
Altre università attive a La Plata sono l'Università Cattolica di La Plata, l'Università Notarile Argentina, l'Università dell'Est-La Plata e la Facoltà Regionale dell'Università Tecnologica Nazionale.

### Teatro
La Plata ospita il teatro Argentino, costruito nel 1887-90 in stile neorinascimentale andò distrutto in un incendio nel 1977. Riaperto nel 2000 è il secondo teatro d'opera più grande del paese dopo il Teatro Colón di Buenos Aires. Altri teatri cittadini sono il Teatro Municipale Coliseo Podestá, Anfiteatro Martín Fierro, Teatro La Nonna, Teatro La Hermandad del Princesa, Sala 420, Laboratorio teatrale della UNLP, Complesso El Teatro, Teatro La Lechuza.

## Infrastrutture e trasporti

### Strade
La principale via d'accesso alla città è l'autostrada Buenos Aires-La Plata che termina nella periferia ovest, presso l'intersezione con la provinciale 11.

### Ferrovie
La Plata dispone di una propria stazione ferroviaria lungo la linea Roca, che connette le principali località della parte sud-orientale della Gran Buenos Aires con la stazione di Constitución di Buenos Aires.

## Sport
Le due principali società sportive cittadine sono l'Estudiantes de La Plata e il Gimnasia y Esgrima La Plata. L'Estudiantes, conosciuto come Pincha, è una delle società più vincenti del paese, e può vantare nella sua bacheca sei titoli nazionali, quattro Coppe Libertadores, una Coppa Intercontinentale e una Coppa Interamericana. Il Gimnasia y Esgrima invece ha vinto un solo titolo nazionale nel 1929. Le due squadre danno vita ad una delle stracittadine più sentite e accese del calcio argentino, il clásico Platense.

## Amministrazione

### Consolati
La Plata è sede dei consolati generali di Italia e Perù, dei consolati onorari di Ecuador, Francia e Paraguay.

### Gemellaggi
La Plata è gemellata con:
- Porto Alegre, dal 1982
- Bologna, dal 1988
- Beer Sheba, dal 1989
- Saragozza, dal 1990
- Asunción, dal 1993
- Concepción (Cile), dal 1993
- Barquisimeto
- Louisville, dal 1994
- Maldonado, dal 1994
- Montevideo, dal 1994
- Santa Cruz de la Sierra, dal 1994
- Sucre, dal 1994
- Anghiari, dal 1998
- Boulogne-sur-Mer, dal 2000
- Liverpool, dal 2005
- Coro, dal 2007
- Jiujiang, dal 2008
- Toluca, dal 2010
- Bivongi, dal 2012
- Mar del Plata, dal 2012